# Campeonato Panamericano de Judo de 2003
El XXVIII Campeonato Panamericano de Judo se celebró en Salvador (Brasil) entre el 5 y el 6 de noviembre de 2003 bajo la organización de la Unión Panamericana de Judo.
En total se disputaron dieciséis pruebas diferentes, ocho masculinas y ocho femeninas.

## Resultados

### Masculino
| Evento  | Oro                                 | Plata                                      | Bronce                                                                       |
| ------- | ----------------------------------- | ------------------------------------------ | ---------------------------------------------------------------------------- |
| –55 kg  | Adriano Yamamoto · Brasil           | Javier Guédez · Venezuela                  | Emiliano Cassineri · Argentina · Erwin Guzmán · Chile                        |
| –60 kg  | Modesto Lara · República Dominicana | João Derly · Brasil                        | Juan Barahona · Ecuador · Daniel Simard · Canadá                             |
| –66 kg  | Henrique Guimarães · Brasil         | Juan Carlos Jacinto · República Dominicana | Ludwig Ortiz · Venezuela · Jorge Lencina · Argentina                         |
| –73 kg  | Chuck Jefferson Estados Unidos      | Luiz Camilo · Brasil                       | Jean-François Marceau · Canadá · Richard León · Venezuela                    |
| –81 kg  | Flávio Canto · Brasil               | Aaron Cohen Estados Unidos                 | Ariel Sganga · Argentina · José Miguel Boissard · República Dominicana       |
| –90 kg  | Carlos Honorato · Brasil            | Keith Morgan · Canadá                      | José Vicbart Geraldino · República Dominicana · Brian Olson · Estados Unidos |
| –100 kg | Mário Sabino · Brasil               | Ramón Ayala Puerto Rico                    | Steven Edmonds · Canadá · Arturo Martínez · México                           |
| +100 kg | Daniel Hernandes · Brasil           | Trevor McAlpine · Canadá                   | Martin Boonzaayer Estados Unidos                                             |

### Femenino
| Evento | Oro                                  | Plata                           | Bronce                                               |
| ------ | ------------------------------------ | ------------------------------- | ---------------------------------------------------- |
| –44 kg | Yarelis Suero · República Dominicana | —                               | —                                                    |
| –48 kg | Lisseth Orozco · Colombia            | Sayaka Matsumoto Estados Unidos | Taciana Lima · Brasil · Analy Rodríguez · Venezuela  |
| –52 kg | Aminata Sall · Canadá                | Charlee Minkin Estados Unidos   | Flor Velázquez · Venezuela · Fabiane Hukuda · Brasil |
| –57 kg | Jessica García Puerto Rico           | Michelle Buckingham · Canadá    | Tânia Ferreira · Brasil · Osdalis Rengel · Venezuela |
| –63 kg | Daniela Krukower Argentina           | Grace Jividen Estados Unidos    | Isabelle Pearson · Canadá · Vânia Ishii · Brasil     |
| –70 kg | Marie-Hélène Chisholm · Canadá       | Cristina Sebastião · Brasil     | Elizabeth Copes · Argentina · Diana Chalá · Ecuador  |
| –78 kg | Edinanci Silva · Brasil              | Keivi Pinto · Venezuela         | Amy Cotton · Canadá · Claudia Rivera · Guatemala     |
| +78 kg | Vanessa Zambotti · México            | Olia Berger · Canadá            | Carmen Chalá · Ecuador · Priscila Marques · Brasil   |

## Medallero
| Núm. | País                 | Oro | Plata | Bronce | Total |
| ---- | -------------------- | --- | ----- | ------ | ----- |
| 1    | Brasil               | 7   | 3     | 5      | 15    |
| 2    | Canadá               | 2   | 4     | 5      | 11    |
| 3    | República Dominicana | 2   | 1     | 2      | 5     |
| 4    | Estados Unidos       | 1   | 4     | 2      | 7     |
| 5    | Puerto Rico          | 1   | 1     | 0      | 2     |
| 6    | Argentina            | 1   | 0     | 4      | 5     |
| 7    | México               | 1   | 0     | 1      | 2     |
| 8    | Colombia             | 1   | 0     | 0      | 1     |
| 9    | Venezuela            | 0   | 2     | 5      | 7     |
| 10   | Ecuador              | 0   | 0     | 3      | 3     |
| 11   | Chile                | 0   | 0     | 1      | 1     |
| 11   | Guatemala            | 0   | 0     | 1      | 1     |
|      | TOTAL                | 16  | 15    | 29     | 60    |